# Alexandre Kermorgant
Alexandre-Marie Kermorgant (27 avril 1843, Lambézellec - 29 décembre 1920, Paris (8e)) est un médecin militaire français.

## Biographie
Après avoir suivi des études de médecine, il devient chirurgien de la marine en 1863, puis médecin de la marine en 1872, dont il devient médecin principal en 1886.
À Smyrne, il fait la rencontre d’Élisabeth Marie-Anne Agathe Zirigovich, fille d'un diplomate et veuve d'Edme Jahan de Laudonière (neveu d'Henry Jahan), qu'il épouse 21 janvier 1888, en la Chancellerie du Consulat général à Smyrne (Charles Champoiseau, second époux de la mère de la mariée, fait fonction d'officier d'état civil lors du mariage).
Il est nommé secrétaire du Conseil Supérieur de la Santé (ministère de la marine et des colonies).
En 1902, il devient membre associé libre de l'Académie de médecine.
Il passe inspecteur général des Colonies en 1906.
Il était commandeur de la Légion d'honneur.

## Publications
- Considérations sur l'hygiène en Nouvelle-Calédonie et plus particulièrement à Nouméa en 1868 et commencement de 1869 (1871)
- Instructions à nos colonies au sujet des mesures à prendre en cas de peste (1900)
- Précautions hygiéniques à prendre pour les expéditions et les explorations aux pays chauds (1900)
- Moyens pratiques de combattre la propagation de la tuberculose (1900)
- Pathologie exotique : Des infections de quinine dans le traitement de la malaria aux pays chauds (1901)
- Épidémie de fièvre jaune du Sénégal, du 16 avril 1900 au 28 février 1901 (1901)
- Titres et travaux scientifiques du docteur A. Kermorgant, inspecteur général du service de santé des colonies (1901)
- Pathologie exotique : Le nagara au Chari (1902)
- Pathologie exotique : Considérations sur le béribéri (1902)
- Épidémiologie : Des dangers que nous fait courir la lèpre (1902)
- Pathologie exotique : Sur l'éruption volcanique de la Montagne. Pelée à la Martinique, du 30 avril 1902 (1902)
- Pathologie exotique : Quelques notes sur la catastrophe de Saint-Pierre (1902)
- Aperçu sur les maladies vénériennes dans les colonies françaises (1903)
- Instructions concernant les mesures à prendre contre les maladies endémiques, épidémiques et contagieuses... (1903)
- Historique sommaire de la lèpre dans nos diverses possessions coloniales (1905)
- Prophylaxie du paludisme (1906)
- Hygiène des établissements français de l'Inde (1907)

## Sources
- B. Weiner et J. Flahaut, Alexandre Kermorgant (1843-1921) : témoin de l'état sanitaire des anciennes colonies françaises
- « Kermorgant (Alexandre-Marie) », in Nouveau Larousse illustré, 1906
- J-C de Vaugiraud, Histoire des sciences médicales - T. XXXIII', 2012
- Notices d'autorité :   - VIAF
  - ISNI
  - BnF (données)
  - IdRef
  - Pays-Bas
- Ressource relative à la vie publique :   - base Léonore